# Ischnolea piim
Ischnolea piim là một loài bọ cánh cứng trong họ Cerambycidae.